# Domingo Mundial de las Misiones
El Domingo Mundial de las Misiones (conocido también por el acrónimo Domund) es una jornada anual en la que la Iglesia católica promueve el espíritu misionero y los valores cristianos. Se celebra en todo el mundo el penúltimo domingo de octubre.

## Historia
Un febrero de 1926, se publicó la encíclica Rerum Ecclesiae, en la que el papa Pío XI reafirmó la importancia y urgencia de los objetivos misioneros programados al principio de su pontificado y manifestó su resolución de acortar las etapas para su realización. "La Iglesia afirma en esta encíclica- no tiene otra razón de ser sino la de hacer partícipes a todos los hombres de la redención salvadora, dilatando por todo el mundo el reino de Cristo". El acrónimo Domund significa DOmingo MUNDial de las misiones.
En ese contexto, un  rescripto de la Sagrada Congregación de Ritos, firmada por el Prefecto Cardenal Vicco, con fecha 14 de abril de 1926, fue el acta fundacional del Domingo Mundial de las Misiones.
Fue creado por Ángel Sagarminaga,  primer director nacional de las Obras Misionales Pontificias de España en 1943.[cita requerida]

## Objetivos
Tiene cinco grandes objetivos:
1. Oración ferviente al Señor para acelerar su reinado en el mundo.
2. Hacer comprender a todos los fieles el formidable problema misionero.
3. Estimular  el fervor misionero de los sacerdotes y de los fieles.
4. Dar a conocer mejor la Obra de la Propagación de la Fe.
5. Solicitar la ayuda económica en favor de las misiones.

## Actividades
El Consejo Superior General propone entre otras cosas: 
- Que se fije el domingo penúltimo de octubre como jornada de oración y propaganda misionera en todo el mundo católico
- Que se celebre en esa jornada la misa "por la evangelización de los pueblos"
- Que la predicación, en ese día, sea de carácter misionero, con especial referencia a la Obra de la Propagación de la Fe

El papa también da sus mensajes para la jornada mundial de las misiones.